# Escallonia

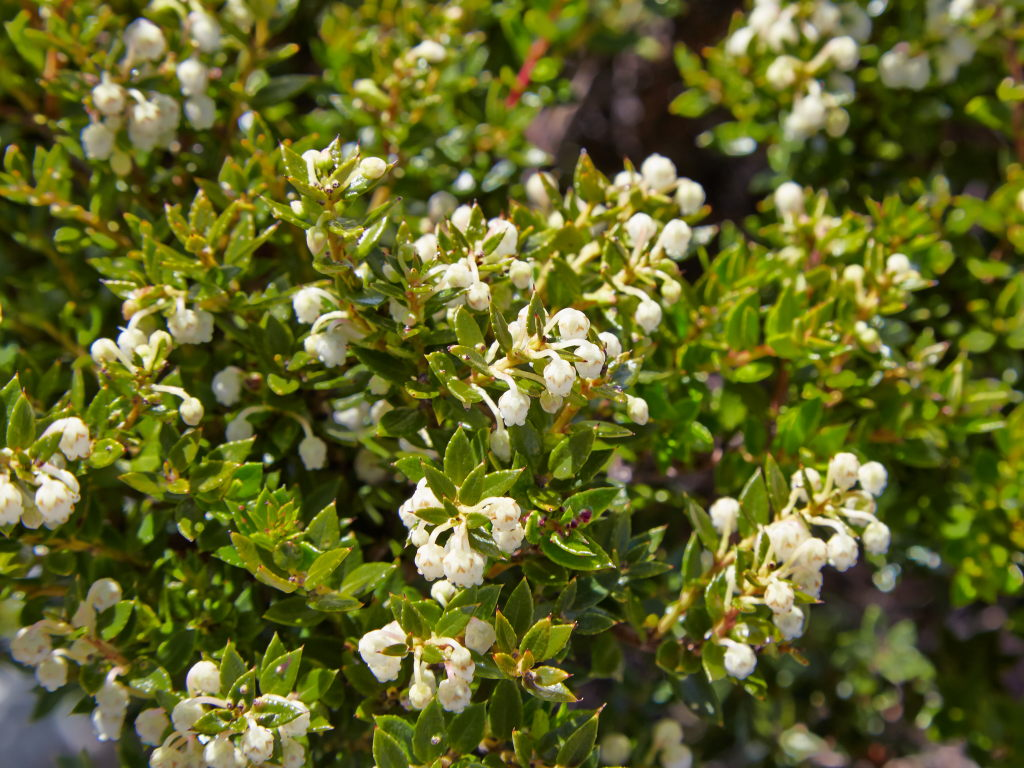
Escallonia alpina

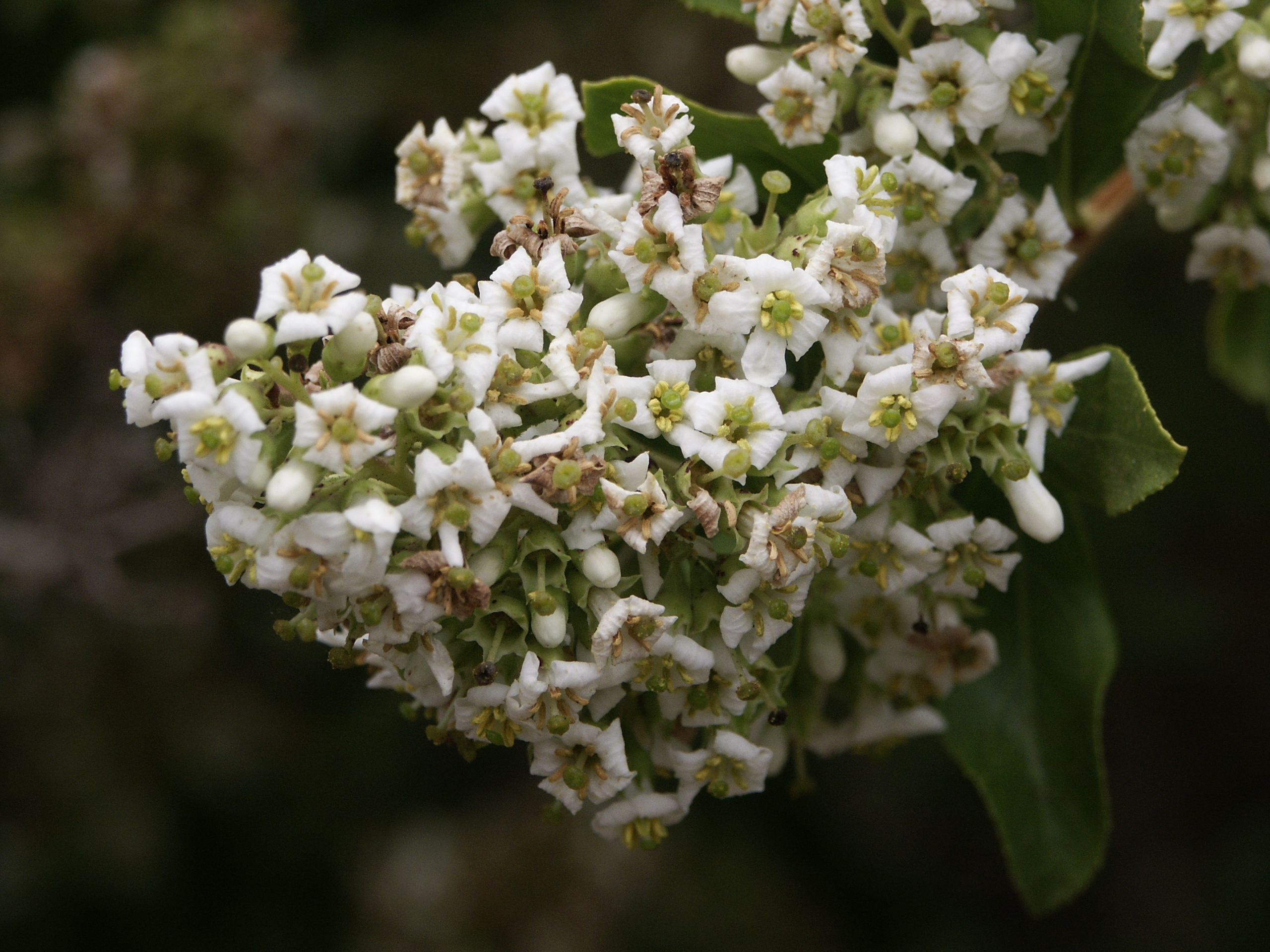
Escallonia myrtilloides

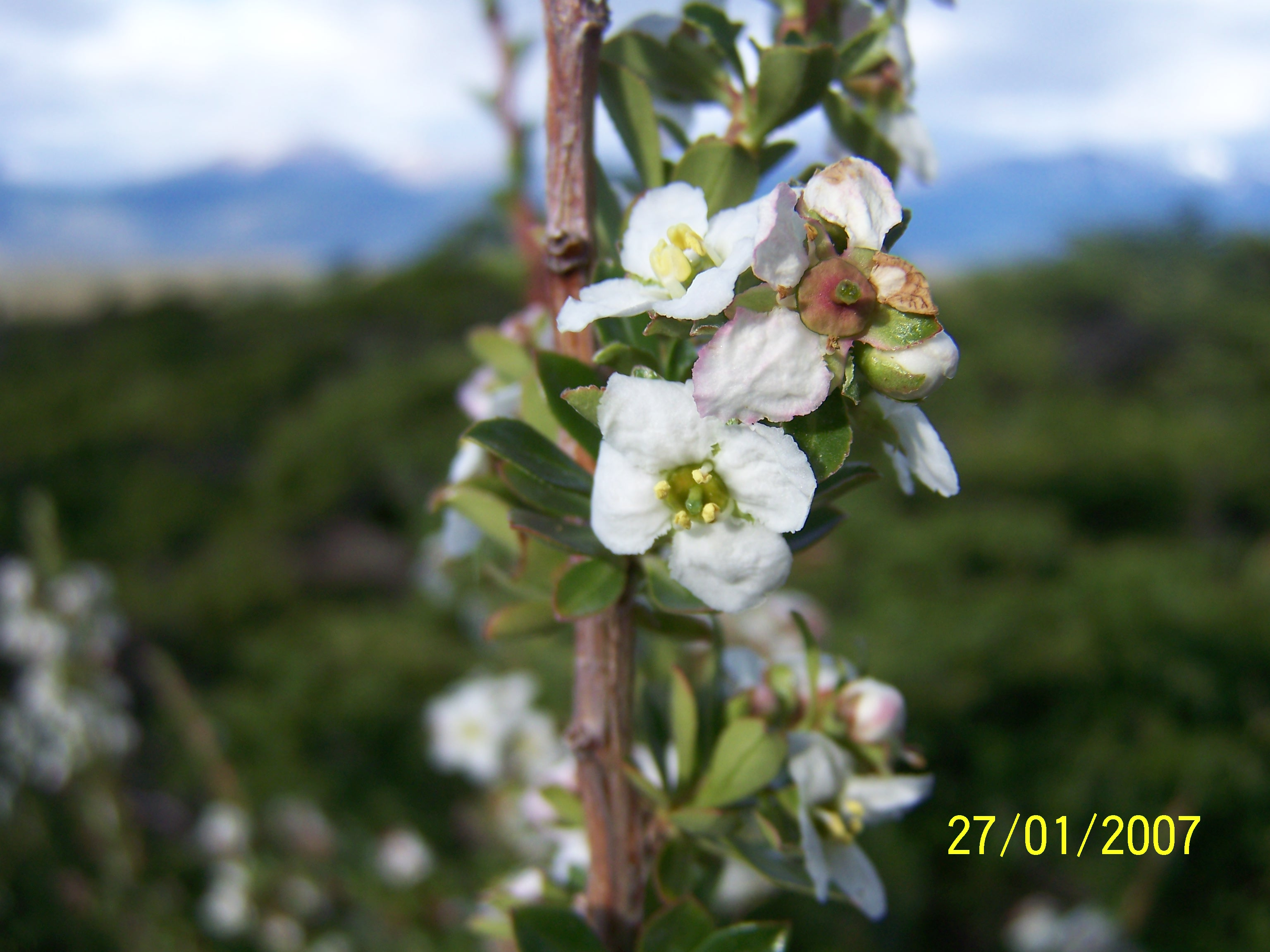
Escallonia virgata

Az Escallonia az Escalloniales rendjébe, ezen belül az Escalloniaceae családjába tartozó nemzetség.
Rendjének és családjának a típusnemzetsége.

## Tudnivalók
Az Escallonia-fajok Észak- és Dél-Amerikából származnak, de manapság sokukat kerti növényként vagy sövényként használják fel. Évente 30 centimétert is nőhet, mígnem fajtól függően 1,5-3 méter magasra, de néha 5 méteresre is megnő. A levelei kicsik, oválisak, fényesen zöldek és egyes fajoknál illatosak. A virágaik a rózsaszíntől a vörösig, sokféle árnyalatúak, vagy éppen fehéresek vagy sárgásak. Az északi félgömbön júniustól októberig nyílnak. Mindenféle talajban megélnek és a fagyot is bírják, de teljes napsütésre van szükségük.

## Rendszerezés
A nemzetségbe az alábbi 39 faj és 8 hibrid tartozik:
- Escallonia alpina Poepp. ex DC.
- Escallonia angustifolia C.Presl
- Escallonia bifida Link & Otto
- Escallonia × bracteata Phil.
- Escallonia callcottiae Hook. & Arn.
- Escallonia chlorophylla Cham. & Schltdl.
- Escallonia cordobensis (Kuntze) Hosseus
- Escallonia × demissa Eastw.
- Escallonia discolor Vent.
- Escallonia farinacea A.St.-Hil.
- Escallonia florida Poepp. ex DC.
- Escallonia gayana Acevedo & Kausel
- Escallonia herrerae Mattf.
- Escallonia hispida (Vell.) Sleumer
- Escallonia hypoglauca Herzog
- Escallonia illinita C.Presl
- Escallonia laevis (Vell.) Sleumer
- Escallonia ledifolia Sleumer
- Escallonia × lepidota Killip
- Escallonia leucantha Remy
- Escallonia megapotamica Spreng.
- Escallonia micrantha Mattf.
- Escallonia millegrana Griseb.
- Escallonia × mollis Phil.
- Escallonia myrtilloides L.f. - típusfaj
- Escallonia myrtoidea Bertero ex DC.
- Escallonia obtusissima A.St.-Hil.
- Escallonia paniculata (Ruiz & Pav.) Schult.
- Escallonia pendula (Ruiz & Pav.) Pers.
- Escallonia petrophila Rambo & Sleumer
- Escallonia piurensis Mattf.
- Escallonia polifolia Hook.
- Escallonia × promaucana Phil.
- Escallonia pulverulenta (Ruiz & Pav.) Pers.
- Escallonia × rebecae Kausel
- Escallonia resinosa (Ruiz & Pav.) Pers.
- Escallonia reticulata Sleumer
- Escallonia revoluta (Ruiz & Pav.) Pers.
- Escallonia × rigida Phil.
- Escallonia rosea Griseb.
- vörös kőtörőcserje (Escallonia rubra) (Ruiz & Pav.) Pers.
- Escallonia salicifolia Mattf.
- Escallonia schreiteri Sleumer
- Escallonia serrata Sm.
- Escallonia × stricta Remy
- Escallonia tucumanensis Hosseus
- Escallonia virgata (Ruiz & Pav.) Pers.

### Fordítás
- Ez a szócikk részben vagy egészben  az   Escallonia című angol Wikipédia-szócikk ezen változatának fordításán alapul.  Az eredeti cikk szerkesztőit annak laptörténete sorolja fel. Ez a jelzés csupán a megfogalmazás eredetét és a szerzői jogokat jelzi, nem szolgál a cikkben szereplő információk forrásmegjelöléseként.